# 達爾伊夫卡 (斯維爾德洛夫斯克區)
47°58′52″N 39°25′34″E / 47.98111°N 39.42611°E
達爾伊夫卡（烏克蘭語：Дар'ївка）是位於烏克蘭東部的村莊，由盧甘斯克州多夫然斯克區的多夫然斯克市鎮負責管轄。該村始建於1845年，面積13.5平方公里，海拔高度134米，2001年人口136，人口密度每平方公里10.1人。